# Acraea peneloides
Acraea peneloides är en fjärilsart som beskrevs av Embrik Strand 1914. Acraea peneloides ingår i släktet Acraea och familjen praktfjärilar. Inga underarter finns listade i Catalogue of Life.